# یامنووسکی مون
یامنووسکی مون (به لاتین: Jamnowski Młyn) یک روستا در لهستان است که در گمینا پارخووو واقع شده‌است. یامنووسکی مون ۷۹ نفر جمعیت دارد.